# Garry Marshall
Garry Marshall (anglès: Garry Kent Marshall)  (Bronx, 13 de novembre de 1934 - Burbank, 19 de juliol de 2016) nascut com a Garry Kent Masciarelli, fou un director, actor, productor, i guionista estatunidenc. Els seus crèdits inclouen Happy Days i L'estranya parella i la direcció de Nothing In Common, Pretty Woman, Runaway Bride, Valentine's Day, i The Princess Diaries.

## Biografia
Fill d'Anthony Masciarelli i Marjorie Wallace Irene Ward, i Penny Marshall. Va començar la seva carrera com a escriptor per a la televisió per sèries de televisió als EUA i és el creador de sèries de TV com Happy Days, Laverne & Shirley, i  Mork & Mindy.
A partir de 1982 es converteix en director, dirigint Els bojos del bisturí , seguida deFlamingo Kid amb Matt Dillon. El 1987 va dirigir a Kurt Russell i Goldie Hawn a Home a l'aigua, i l'any següent Beaches amb Bette Midler.
El 1990 va dirigir Julia Roberts i Richard Gere en la comèdia de gran èxit Pretty Woman, seguida per pel·lícules com Frankie i Johnny amb Al Pacino i Michelle Pfeiffer, The Other Sister, Runaway Bride, Pretty Princess, Raising Helen, fins a Georgia Rule amb Jane Fonda i Lindsay Lohan.
Com a actor va participar en moltes pel·lícules, incloent Escàndol al plató,A League of Their Own, Never Been Kissed, i Keeping Up with the Steins.

## Filmografia

### Cinema

#### Director
- Els bojos del bisturí (Young Doctors in Love) (1982)
- The Flamingo Kid (1984)
- Res en comú (Nothing in Common) (1986)
- Home a l'aigua (Overboard) (1987)
- Beaches (1988)
- Pretty Woman (1990)
- Frankie i Johnny (Frankie and Johnny) (1991)
- Exit to Eden (1994)
- Dear God (1996)
- The Other Sister (1999)
- Runaway Bride (1999)
- The Princess Diaries (2001)
- Raising Helen (2004)
- The Princess Diaries 2: Royal Engagement (2004)
- Georgia Rule (2007)
- Valentine's Day (2010)
- New Year's Eve (2011)
- Mother's Day (2016)

### Televisió
| - The Tonight Show (amb Jack Paar) - The Dick Van Dyke Show (1961-1966) - Bob Hope Presents The Chrysler Theater (1964) - The Joey Bishop Show (1961-1964) - The Danny Thomas Show (1953-1964) (també coneguda com a Make Room for Daddy) - The Lucy Show (1962-1968) - Hey Landlord! (1966) - Sheriff Who? (1967) - L'estranya parella (The Odd Couple) (1970-1975) - Me and the Chimp (1972) - Evil Roy Slade (1972) - Dominick's Dream (1974) - Love, American Style (1974) - The Brian Keith Show (1974) - Happy Days (1974-1984) - Wives (1975) - Laverne and Shirley (1976-1983) - Blansky's Beauties (1977) - Who's Watching the Kids (1978) - Beanes of Boston (1979) - Angie (1979-1980) - Mork & Mindy (1978-1982) - Out of the Blue (1979) - Makin' It (1979) - Mean Jeans (1981) - Joanie Loves Chachi (1982-1983) - The New Odd Couple (1982-1983) - Herndon (1983) - Nothing in Common (1986) | - Blansky's Beauties (1977) - Lost In America (1985) - Soapdish (1991) - Elles donen el cop (A League of Their Own) (1992) - Murphy Brown (1994) - Hocus Pocus (1993) - Pinky & The Brain (1997) (veu) - Never Been Kissed (1999) - Orange County (2002) - Monk (2002) - Sabrina, the Teenage Witch (2002) - Father of the Pride (2004) (veu) - Chicken Little (2005) (veu) - Angelica and Susie's Pre-School Daze (2005-2008) (veu) - Keeping Up with the Steins (2006) - Brothers and Sisters (2006) - Race to Witch Mountain (2009) |